# Dina Averina
Dina Alexeyevna Avérina (Zavolzhie, Rusia; 13 de agosto de 1998) es una gimnasta rítmica rusa. Es la única gimnasta rítmica en proclamarse 4 veces campeona mundial en el concurso general (2017, 2018, 2019 y 2021).

## Biografía deportiva
En el Campeonato Mundial de Gimnasia Rítmica de 2017 que se celebró en la ciudad italiana de Pésaro, obtuvo un total de cinco medallas, tres de ellas de oro: concurso completo individual, aro y mazas. En 2018, se llevó a cabo el campeonato en Sofía (Bulgaria), donde ganó cinco oros: en la competición por equipos, en la general individual (consiguiendo la plata Linoy Ashram y el bronce Aleksandra Soldátova) y otros tres en las finales de aro, pelota y mazas. En la final de Tokio 2020, quedó por detrás de la israelí Linoy Ashram. 

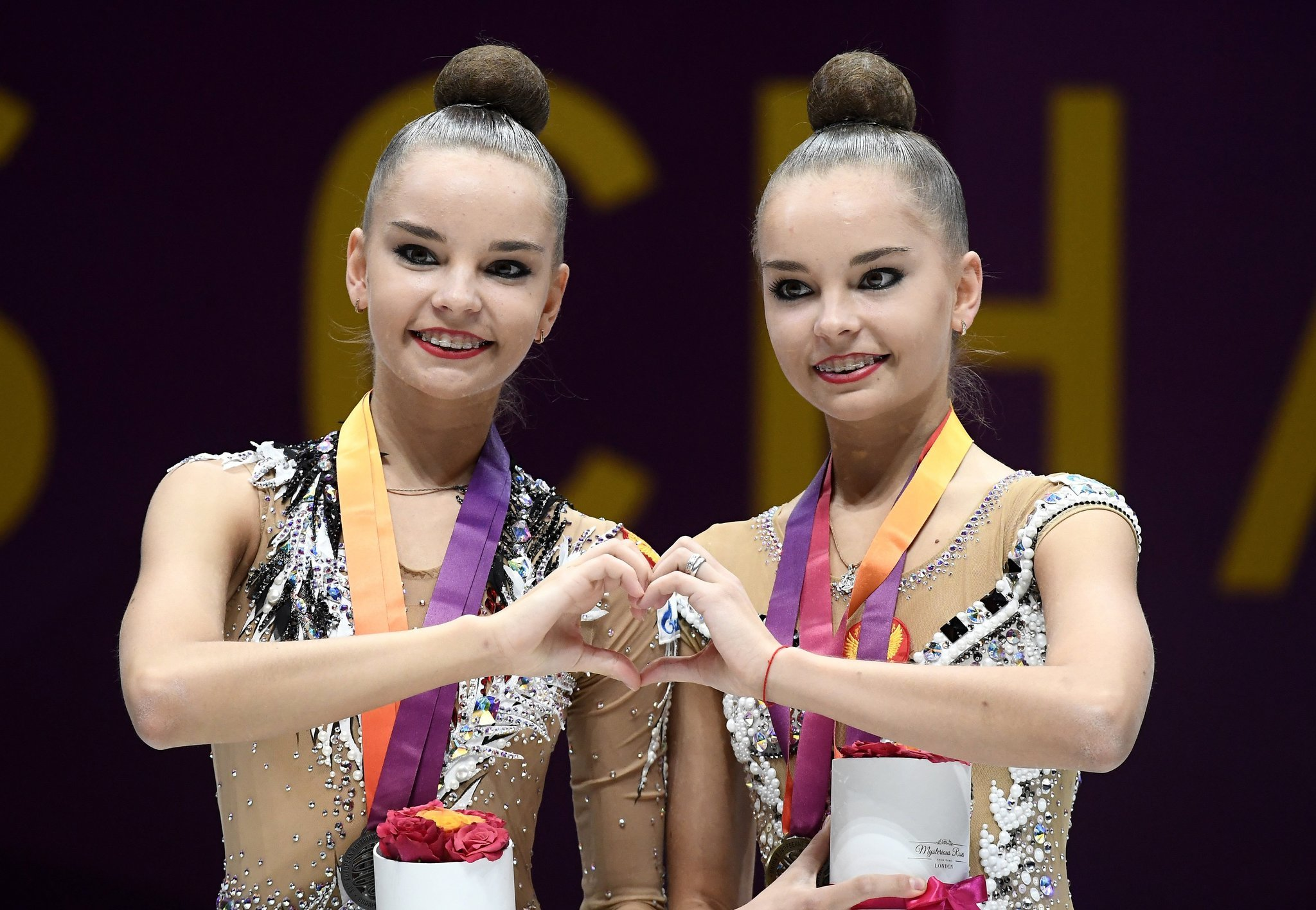
Dina (izquierda) con su hermana Arina (2017).

## Vida personal
Es hermana gemela de Arina Avérina, también una exitosa gimnasta rítmica.